# 곽진영
곽진영(1970년 3월 12일 ~ )은 대한민국의 연기자 및 MC이다.

## 이력
1977년 영화 《진짜 진짜 좋아해》의 아역 단역을 통하여 영화배우 첫 데뷔하였고 이후 1990년 MBC 문화방송 사극 드라마 《대원군》에 첫 출연하였으며 이듬해 1991년 MBC 공채 20기 탤런트로 데뷔하였다. 1992년 방송된 MBC 드라마 《아들과 딸》에서 철부지 막내 '종말이' 역, 1997년 KBS 드라마 《아씨》의 '간난이'역 등으로 인기를 끌었지만 이후, 성형수술 부작용으로 우울증을 겪으며 긴 공백기를 가졌다. 2002년 KBS 드라마 《장희빈》과 2003년 영화 《주글래 살래》를 끝으로 연예활동을 잠정적으로 접었다가 2012년, 성형 부작용을 당당하게 밝히며 재기에 나섰고 채널A 드라마 《불후의 명작》으로 연기 복귀를 하였다.

## 학력
- 여수중앙초등학교 (졸업)
- 여수중앙여자중학교 (졸업)
- 여수중앙여자고등학교 (졸업)
- 경성대학교 연극영화학과 (졸업)

## 연기 활동

### 드라마
- 1990년 MBC 《대원군》 ... 동궁비 여흥 민씨 역
- 1991년 MBC 주말연속극 《산너머 저쪽》
- 1991년 MBC 수목드라마 《여명의 눈동자》... 임갑생 역
- 1992년 MBC 수목드라마 《일출봉》 ... 부용 역
- 1992년 MBC 주말연속극 《아들과 딸》 ... 이종말 역
- 1992년 MBC 단막극 《MBC 베스트극장 - 이차도 복순전》
- 1992년 MBC 단막극 《MBC 베스트극장 - 일요일의 불청객》
- 1993년 MBC 주간드라마 《우리들의 천국》
- 1993년 MBC 아침드라마 《당신 없는 행복이란》
- 1994년 MBC 미니시리즈 《사랑을 그대 품안에》 ... 서영지 역
- 1995년 KBS1 일일연속극 《하늘 바라기》
- 1995년 SBS 주간드라마 《서울 야상곡》
- 1996년 KBS2 일요아침드라마 《귀여운 여자》 ... 미자 역
- 1997년 MBC 《시트콤 남자 셋 여자 셋》
- 1997년 SBS 《시트콤 LA아리랑》
- 1997년 KBS2 주말연속극 《아씨》 ... 간난이 역
- 1998년 SBS 아침드라마 《포옹》
- 1998년 SBS 주말극장 《흐린 날에 쓴 편지》 ... 영애 역
- 1999년 KBS1 아침드라마 《TV소설 누나의 거울》
- 2001년 SBS 주말극장 《그래도 사랑해》 ... 유영선 역
- 2001년 KBS2 《부부클리닉 사랑과 전쟁》
- 2002년 KBS2 수목드라마 《장희빈》... 시영 역
- 2010년 E채널 금요드라마 《여자는 다 그래》 ... 이화영 역
- 2012년 채널A 미니시리즈 《불후의 명작》 ... 김 실장 역

### 영화
- 2003년 《주글래 살래》 ... 장옥란 역
- 2015년 《7공주 대리운전》 ... 나하니 (401호) 역

### 텔레비전 프로그램
- 1993년 MBC 《특종 TV 연예》 ... MC
- 1995년 ~ 1997년 KBS2 《슈퍼 선데이》... 금촌댁네 사람들 '일순' 역
- 2009년 KBS1 《TV는 사랑을 싣고》
- 2016년 SBS 《불타는 청춘》
- 2020년 채널A 《행복한 아침》

### 라디오 프로그램
- 2015년 EBS FM 《EBS 책 읽는 라디오 낭독 시리즈》

## CF
- 1993년 동방유량(주) - 썬실크 멀티비
- 1993년 오리온 센터구미 (with 김찬우)

## 경력
- 2010년 ~ 종말이김치 대표

## 수상
- 1992년 MBC 연기대상 여자신인상 《아들과 딸》

## 가족관계
- 어머니 = 이윤자
- 남동생 = 곽훈 (곽진영 전 매니저)

## 참조
1. ↑  '성형부작용 극복' 곽진영 "데뷔 전 54kg, 뚱뚱하다고…".2012년 1월 11일.스포츠조선.
2. ↑  곽진영, 성형 부작용 고백… 직접 인터뷰 요청.2012년 7월 26일.세계일보.